# Марк Валерій Максим Мессала
Марк Валерій Максим Мессала (лат. Marcus Valerius Maximus Messalla; ? — після 209 до н. е.) — політичний, державний та військовий діяч Римської республіки, консул 226 року до н. е.

## Життєпис
Походив з патриціанського роду Валеріїв. Син Манія Валерія Максима Корвіна Мессали, консула 263 року до н. е. Про молоді роки мало відомостей. 
У 226 році до н. е. його обрано консулом разом з Луцієм Апусцієм Фуллоном. Під час своєї каденції воював у Цізальпійській Галлії.
У 210 році до н. е. під час Другої пунічної війни обіймав посаду префекта флоту. Спустошив узбережжя поблизу м. Уттіка (Африка). У 209 році до н. е. претендував на посаду диктатора, проте сенат відхилив кандидатуру Мессали. Про подальшу долю немає відомостей.

## Родина
- Марк Валерій Месалла, консул 188 року до н. е.